# Hellmuth Geyer
Hellmuth Geyer (* 16. August 1920 in Falkenstein/Vogtland; † 21. Dezember 1982 in Berlin) war ein deutscher Gewerkschaftsfunktionär (FDGB) und Politiker (SED). Er war Vorsitzender des FDGB-Bezirksvorstandes Karl-Marx-Stadt, Mitglied des Ministerrates der DDR und Leiter des Staatlichen Amtes für Arbeit und Löhne.

## Leben
Als Sohn eines Zimmermanns absolvierte er nach dem Besuch der Volksschule eine Schlosserlehre und eine kaufmännische Ausbildung. 1940 wurde er zum Kriegsdienst in die Wehrmacht eingezogen. Von Mai bis Juli 1945 befand er sich in britischer Kriegsgefangenschaft. 
Nach seiner Rückkehr aus der Gefangenschaft arbeitete er 1945/46 als Reparaturhandwerker im Braunkohlenwerk Deuben. 1945 trat er der Sozialdemokratischen Partei Deutschlands (SPD) und dem Freien Deutschen Gewerkschaftsbund (FDGB) bei, 1946 wurde er Mitglied der Sozialistische Einheitspartei Deutschlands (SED). 1946/47 fungierte er als Sekretär des FDGB-Kreisvorstandes Weißenfels, von 1947 bis 1949 war er Instrukteur beim FDGB-Landesvorstand Sachsen-Anhalt, dann von 1949 bis 1953 Instrukteur und Sekretär des Zentralvorstandes der Industriegewerkschaft (IG) Bergbau in Halle (Saale). Nach einem Studium an der Parteihochschule „Karl Marx“ (1953–1955), das er als Diplom-Gesellschaftswissenschaftler abschloss, war er bis 1964 Abteilungsleiter im Zentralvorstand der IG Bergbau bzw. der IG Bergbau/Energie. Von 1964 bis Dezember 1965 war er Vorsitzender des FDGB-Bezirksvorstandes Karl-Marx-Stadt und gleichzeitig Mitglied des FDGB-Bundesvorstandes. Geyer war auch zeitweise Mitglied der SED-Bezirksleitung und ihres Büros.
Am 22. Dezember 1965 wurde die bisherige Kommission für Arbeit und Löhne in ein Staatliches Amt für Arbeit und Löhne beim Ministerrat der DDR umgebildet und Geyer zum Leiter berufen. Am 21. Januar 1966 wurde ihm als neues Mitglied des Ministerrates der DDR von der Volkskammer das Vertrauen ausgesprochen und am 28. Januar 1966 wurde er durch den Vorsitzenden des Staatsrates der DDR, Walter Ulbricht, als Minister vereidigt. Nach eineinhalb Jahren wurde er am 2. August 1967 von dieser Funktion entbunden und durch Horst Rademacher abgelöst. Er sollte eine andere verantwortliche Funktion übernehmen.
Geyer starb im Alter von 62 Jahren.

## Auszeichnungen
- Vaterländischer Verdienstorden in Bronze (1965)
- Verdienstmedaille der DDR
- Fritz-Heckert-Medaille